# Zosteria longiceps
Zosteria longiceps là một loài ruồi trong họ Asilidae. Zosteria longiceps được Daniels miêu tả năm 1987. Loài này phân bố ở miền Australasia.